# 原田宇陀児
原田 宇陀児（はらだ うだる）は、フリーランスのゲームシナリオライター、小説家。既婚者。

## 略歴
1996年頃から、武蔵野美術大学で知り合った高雄右京や撫荒武吉、パソコン通信の東京BBSで交流があったR賀（藤倉和音）、たもりただぢらと共に、Leafビジュアルノベルシリーズの同人作家として活動。
撫荒がグラフィックを担当したアダルトゲーム『スタープラチナ』（カスタム）にテキスト担当として参加後、髙橋龍也に見出され、アクアプラスへ入社。『WHITE ALBUM』のシナリオに抜擢され、強烈な個性は賛否両論ながらも人気を博した。以後もプレイステーション版『To Heart』のシナリオリニューアルや『誰彼』の企画に携わっていたが、諸事情から企画を放棄し、退社。
2004年、エルフから発売された『下級生2』にシナリオライターとしてクレジットされていたが、途中降板。同年、小説誌『ファウスト』（Vol.3 2004 SUMMER）にて、初の小説作品『サウスベリィの下で』を発表。「新伝綺」と銘打たれたアダルトゲームシナリオライター特集の一作だったが、伝奇要素は皆無で、私小説風のメタミステリだった。
2005年、ムック『アイドルマスター キャラクターマスター』（一迅社）に特別ゲストとして参加。ショートストーリー『I.M.』を発表。
2006年、漫画誌『コンプエース』Vol.4に『ほしをつぐもの』を発表。前年に同人誌で発表した『雫』の二次創作漫画『重力が衰えるとき』に続いて、漫画原作を担当した。
2007年より2009年まで、ガガガ文庫で大槻ケンヂの小説『新興宗教オモイデ教』外伝シリーズを執筆し、オリジナル小説『風に乗りて歩むもの』を刊行。その後は長く沈黙している。

## 作品

### ゲーム
- スタープラチナ - ヴィジュアルシーンのテキスト担当
- WHITE ALBUM - シナリオ担当
- To Heartプレイステーション版、Windows版（一般） - 一部シナリオ担当
- 猪名川でいこう!! - 一部シナリオ担当

### 小説
- サウスベリィの下で（『ファウスト』Vol.3、講談社、2004年7月。イラスト：405（ED） / ノベルバノベルズ、ビーグリー、2020年12月。イラスト：ろ樹）
- I.M.（『アイドルマスター キャラクターマスター』、一迅社、2005年12月）
- 新興宗教オモイデ教外伝 - 監修：大槻ケンヂ　イラスト：津路参汰（ニトロプラス）
  - 新興宗教オモイデ教外伝1  桜月事件 〜祓除探偵「Z」の冒険〜（ガガガ文庫、小学館、2007年5月）
  - 新興宗教オモイデ教外伝2  〜夜考事件〜（ガガガ文庫、小学館、2008年3月）
  - 新興宗教オモイデ教外伝3  〜夜考物語 壊真の火〜（ガガガ文庫、小学館、2009年1月）
- 風に乗りて歩むもの - イラスト：ringo （ガガガ文庫、小学館、2009年12月）

### 漫画原作
- 重力が衰えるとき - 作画：宇佐美渉（同人誌、2005年） - 『雫』の二次創作作品。本来は商業アンソロジーに掲載予定であった。
- ほしをつぐもの - 作画：宇佐美渉（『コンプエース』Vol.4、角川書店、2006年1月）

### その他
- 美少女ゲームの臨界点 HAJOU HAKAGIX（同人誌、2004年） - インタビュー「『雫』の時代の終わりから」
- QuickJapan vol.72（太田出版、2007年） - 大槻ケンヂとの対談。